# العقوم الطالعى (القطن)
'

تعديل مصدري - تعديل

العقوم الطالعى هي إحدى قرى عزلة وادي سر بمديرية القطن التابعة لمحافظة حضرموت، بلغ تعداد سكانها 27 نسمة حسب تعداد اليمن لعام 2004.